# Josef Otruba
Josef Otruba (10. března 1889, Náměšť na Hané – 28. listopadu 1952, Olomouc) byl moravský botanik, který se věnoval především floristice cévnatých rostlin, bryologii, mykologii a ochraně přírody.

## Životopis

### Mládí a studia
Narodil se do rodiny lesního dělníka na pile v Terezském údolí nedaleko Náměště na Hané. V roce 1901 nastoupil do primy c. k. Českého gymnasia v Olomouci (dnešní Slovanské gymnázium), kde učil tehdy začínající pedagog a botanik Josef Podpěra. V pozdějších letech se oba botanikové stali přáteli. Po absolutoriu Otruba z finanční nouze nastoupil na pozici poštovního úředníka na olomoucké poště č. 1 sídlící na náměstí Republiky. Při práci se zapsal jako mimořádný posluchač na Přírodovědeckou fakultu Masarykovy univerzity. První světovou válku strávil na polní poště na východní frontě, zejména v okolí běloruského města Brest, ukrajinského Rovna a v polském Krakově.

### Zaměstnání
Příjem Otrubovi zajišťovala pozice poštovního úředníka, později tajemníka, kterou vykonával ještě za druhé světové války. Paralelně působil jako vedoucí olomoucké botanické zahrady (dnešní Botanická zahrada Přírodovědecké fakulty UP v Olomouci) a jako konzervátor přírody pod záštitou Svazu na ochranu přírody a domoviny. Po smrti Henricha Lause nastoupil v roce 1942 na pozici kustoda přírodovědných sbírek Muzea hlavního města Olomouce (dnešní Vlastivědné muzeum).

## Botanické zaměření
Josef Otruba byl především vynikající regionální florista působící na Hané a v přilehlých regionech. Věnoval se fytogeografii Olomoucka a Hornomoravského úvalu, Oderských vrchů, Slezska či okolí Štramberku. Navázal tak na práci svého přítele Josefa Podpěry a jeho dílo Květena Hané (1911). V regionu objevil řadu nových lokalit vzácných druhů, např. mochny jahodovité (Potentilla sterilis) na Kosíři nebo ostřice tlapkaté (Carex pediformis) v Terezském údolí. Rodu mochna (Potentilla) se věnoval intenzivně, souhrnně jej zpracoval do Květeny Československa (1948–1950) vzniklé pod editorským vedením Josefa Dostála. Otruba patřil mezi pionýry ochrany přírody, vnímal nevratné změny hanácké krajiny způsobené rozsáhlými melioracemi. Dlouhé roky sledoval populace koniklece velkokvětého (Pulsatilla grandis) na Grygovských kopcích. Podílel se na vyhlášení několika maloplošně chráněných území na Olomoucku.
Josef Otruba během života publikoval na 500 vědeckých prací, článků, spisů a drobných zpráv především v Časopisu vlasteneckého spolku musejního vydávaného v Olomouci, přispíval rovněž do brněnského Časopisu zemského musea a Sborníku klubu přírodovědců, stejně tak do časopisu Příroda, Vesmír nebo do Časopisu československých houbařů.
Josefem Podpěrou byl Otrubovi dedikován popis nového druhu ostřice, která dodnes nese validní epiteton ostřice Otrubova (Carex otrubae). V roce 2024 byl na Otrubovu počest pojmenován přednáškový sál v nové víceúčelové budově v areálu Botanické zahrady PřF Univerzity Palackého v Olomouci.

### Vybrané publikace
OTRUBA, J. (1930): Květena Štramberka. Štramberk: Městská rada, 120 s.
OTRUBA, J. (1948): Potentilla. In: DOSTÁL, J. et al., Květena ČSR 2. Praha, s. 630–651.
POLÍVKA, F. & OTRUBA, J. (eds) (1948): Klíč k určování rostlin: Dodatkem k rostlinopisu pro nižší střední školy. 19. vyd. Olomouc: R. Promberger, 331 s.